# Campylopodium medium
Campylopodium medium là một loài Rêu trong họ Dicranaceae. Loài này được (Duby) Giese & J.-P. Frahm mô tả khoa học đầu tiên năm 1985.